# Давньогрецька мова
Давньогре́цька мо́ва (самоназва: ἡ Ἑλληνικὴ γλῶσσα (γλῶττα), МФА: /hɛː hel.lɛː.ni.kɛ̀ː ɡlɔ̂ːs.sa/ (/ɡlɔ̂ːt.ta/)) — мова індоєвропейської сім'ї, прамова сучасної грецької мови, була поширена на території грецької ойкумени в епоху з кінця 2-го тисячоліття до н. е. до V століття н. е.
Виділяють різні періоди розвитку мови: архаїчний (IX—VI століття до н. е.), класичний (V—IV століття до н. е.), елліністичний (III століття до н. е.—IV століття н. е.). На кожному етапі розвитку мови існували істотно різні діалекти.
Давньогрецька мова — мова поем «Іліада» й «Одіссея» Гомера, філософії та літератури часу Золотого століття Афін та Нового Заповіту. Нею розмовляли в полісах класичної епохи, імперії Александра Македонського та царствах діадохів. Давньогрецька мова була другою офіційною мовою Римської імперії й основною на ранніх етапах існування Візантії (поступово перероджуючись на середньовічну візантійську грецьку мову).
У середньовіччі стає зразком літературної мови Візантії, отримала статус класичної в Західній Європі в епоху Відродження та вплинула на розвиток нових грецьких мов — катаревуси (на відміну від димотики).

## Алфавіт давньогрецької мови
Стаття з серії:

Грецька мова
- Прагрецька мова
- Мікенська мова
- Давньогрецька мова
- Койне
- Середньогрецька мова
- Новогрецька мова
  - Катаревуса
  - Димотика

(У таблиці зліва направо та згори донизу)
| Α α — альфа   | Β β — бета    | Γ γ — гамма   | Δ δ — дельта  |
| Ε ε — епсилон | Ζ ζ — дзета   | Η η — ета     | Θ θ — тета    |
| Ι ι — йота    | Κ κ — каппа   | Λ λ — лямбда  | Μ μ — мю      |
| Ν ν — ню      | Ξ ξ — ксі     | Ο ο — омікрон | Π π — пі      |
| Ρ ρ — ро      | Σ σ ς — сигма | Τ τ — тау     | Υ υ — іпсилон |
| Φ φ — фі      | Χ χ — хі      | Ψ ψ — псі     | Ω ω — омега   |